# Antizionistische Aktion
Unter dem Namen Antizionistische Aktion (AZA) trat in den 1980er und 1990er Jahren eine Gruppe von deutschen Neonazis auf.
Die Antizionistische Aktion war eine Initiative, die in den 1980er Jahren vom ehemaligen Führer der faschistischen Bewegung Deutschlands Michael Kühnen und Ingrid Weckert in München ins Leben gerufen wurde. Unter dem Schlagwort „Kampf gegen den Zionismus“ wurden darin rechtsextremistische – vor allem antisemitische – Gedanken subsumiert, wobei vor allem der Staat Israel als jüdischer Staat, die USA, aber auch jüdische Deutsche als Angriffspunkte dienen sollten. Die AZA war einer von mehreren Versuchen, Vorfeldorganisationen der Gesinnungsgemeinschaft der Neuen Front (GdNF) aufzubauen.